# 相生線
相生線（日语：／ Aioi sen */?）曾經是一條連結北海道網走郡美幌町的美幌站至同郡津別町的北見相生站，屬於日本國有鐵道（國鐵）的鐵路線（地方交通線）。根據1980年的國鐵再建法施行，翌年9月獲指定為第1次特定地方交通線，1985年4月1日全線廢除。

## 路線資料（廢除時）
- 路段（營業距離）：美幌－北見相生（36.8公里）
- 站數：14個（包括起終點站。車站8個、臨時乘降場6個）
- 複線路段：沒有（全線單線）
- 電氣化方式：全線非電氣化（日语：非電化）
- 閉塞方式：票券閉塞式
  - 可交會車站：1個（津別）

## 歷史
连接钏路 - 美幌的钏美线最早于1911年的第27回帝國議會上，由阿寒郡饱别村村民提出并得到采纳。1912年亦同样进行了请愿。当1919年3月19日召开的第41回帝国議会会上，众议院请愿委员会就“加速建成美幌相生间的拓殖事业铁道”一事提出请愿时，议员寺田省归回答：“美幌相生线已决定于大正十年（1921年）开工。”，相当于确定了该线开工的时间点。1921年3月2日，在第44回帝国议会众议院请愿委员会第四分科会的会议记录中提到，议员木下成太郎曾就“美幌相生之间和相生钏路之间的铁路铺设”一事说明到，尽管这两则请愿因提出的地点不同而被分开，但两者实质上仍然是一体的。
1922年，钏路 - 相生被纳入新颁布的改正铁道敷设法别表第148号，作为“钏路国钏路至北见国相生铁路”。但因為財政問題而決定先興建及開通部份路線，美幌～津別的區間於1924年開始營業，而第二年延伸至北見相生。雖然釧路～美幌區間的實地測量工作已於1912年完成，但連接釧路的區間最後由于钏网本线于1931年全通，导致该线的建设意义淡泊，因而最终沒有興建。1980年因重組國鐵而被指定為第1批需要廢除的線路，最後於1985年廢線。
1923年，北海炭矿铁道（后来的雄别铁道）于钏路一侧开通了连接雄别炭山的线路，但由于煤矿闭山，全线于1970年废线。
廢線後，當地的交通分別由北海道北見巴士經營往北見～美幌～津別，及津別町營巴士經營北見～津別～相生的路線。而在津別町營巴士停止營運的同時，亦代表接替鐵路津別～相生之間的巴士服務正式停止。此外，阿寒巴士亦經營釧路～美幌的巴士路線。
- 1924年（大正13年）11月17日 - 相生線美幌～津別（16.6公里）路線開始營運。設置上美幌站、活汲站、津別站。
- 1925年（大正14年）11月15日 - 路線延伸至津別～北見相生（20.2公里），全線正式通行[5]。設置本岐站、北見相生站。
- 1947年（昭和22年）9月20日 - 設置布川臨時乘降場。
- 1955年（昭和30年）8月20日 - 設置旭通臨時乘降場、豐幌臨時乘降場、高校前臨時乘降場。
- 1956年（昭和31年）5月1日 - 設置達美臨時乘降場、大昭臨時乘降場、開拓臨時乘降場。
- 1956年（昭和31年）9月20日 - 設置恩根站、布川站（由臨時乘降場升格、恩根臨時乘降場的設置日期不詳）。
- 1975年（昭和50年）5月 - 停止蒸氣鐵路機車的運行[9]。
- 1979年（昭和54年）12月11日 - 廢除貨物裝卸。
- 1981年（昭和56年）9月18日 - 指定為第1批應被廢除的地方線。
- 1985年（昭和60年）4月1日 - 全線廢除[5]，转换至北见巴士（当时）和津别町营巴士[10]。

## 車站列表
接續路線的公司名以相生線廢除時為準。所有車站都位於北海道。
| 中文站名         | 日文站名 | 英文站名 | 站間距離 | 營業距離 | 接續路線               | 所在地       |
| ---------------- | -------- | -------- | -------- | -------- | ---------------------- | ------------ |
| 美幌             |          |          | -        | 0.0      | 日本國有鐵道：石北本線 | 網走郡美幌町 |
| 旭通臨時乘降場   |          |          | -        | (2.0)    |                        | 網走郡美幌町 |
| 上美幌           |          |          | 6.2      | 6.2      |                        | 網走郡美幌町 |
| 豐幌臨時乘降場   |          |          | -        | (7.9)    |                        | 網走郡美幌町 |
| 活汲             |          |          | 5.7      | 11.9     |                        | 網走郡津別町 |
| 達美臨時乘降場   |          |          | -        | (15.0)   |                        | 網走郡津別町 |
| 津別             |          |          | 4.7      | 16.6     |                        | 網走郡津別町 |
| 高校前臨時乘降場 |          |          | -        | (17.7)   |                        | 網走郡津別町 |
| 恩根             |          |          | 4.2      | 20.8     |                        | 網走郡津別町 |
| 本岐             |          |          | 3.9      | 24.7     |                        | 網走郡津別町 |
| 大昭臨時乘降場   |          |          | -        | (28.4)   |                        | 網走郡津別町 |
| 開拓臨時乘降場   |          |          | -        | (30.3)   |                        | 網走郡津別町 |
| 布川             |          |          | 7.6      | 32.3     |                        | 網走郡津別町 |
| 北見相生         |          |          | 4.5      | 36.8     |                        | 網走郡津別町 |

臨時乘降場不設定營業距離。括弧內記載的是實際距離。